# Triaspis striatulus
Triaspis striatulus är en stekelart som först beskrevs av Christian Gottfried Daniel Nees von Esenbeck 1816.  Triaspis striatulus ingår i släktet Triaspis, och familjen bracksteklar. Arten är reproducerande i Sverige.